# Bixby Knolls
Bixby Knolls es un área no incorporada ubicada en el condado de Los Ángeles en el estado estadounidense de California.

## Geografía
Bixby Knolls se encuentra ubicada en las coordenadas 33°50′8″N 118°10′36″O / 33.83556, -118.17667.